# Katastrofa lotu Iran Air Tours 945
Katastrofa lotu Iran Air Tours 945 – katastrofa, do której doszło 1 września 2006 roku z udziałem pasażerskiego samolotu Tupolew Tu154M. Na pokładzie maszyny było 137 pasażerów i 11-osobowa załoga. Samolot podczas lądowania na lotnisku w Meszhed stanął w płomieniach zabijając 28 osób znajdujących się na pokładzie. 

## Przebieg lotu
Maszyna Tu-154M wystartowała z portu lotniczego Bandar-e Abbas. Lot przebiegał bez przeszkód, do momentu lądowania samolotu na lotnisku w Meszhed. Samolot zboczył z pasa startowego, po czym stanął w płomieniach. Przyczyną zjechania samolotu z pasa okazała się opona, która pękła podczas przyziemienia. Ze 137 pasażerów i 11 członków załogi, 28 osób zginęło w pożarze.